# Brzozowa (powiat staszowski)
Brzozowa – wieś w Polsce położona w województwie świętokrzyskim, w powiecie staszowskim, w gminie Połaniec.
W latach 1975–1998 miejscowość należała administracyjnie do województwa tarnobrzeskiego.

## Demografia
Współczesna struktura demograficzna wioski Brzozowa na podstawie danych z lat 1995-2009 według roczników GUS-u, z prezentacją danych z 2002 roku:

| WYSZCZEGÓLNIENIE | WYSZCZEGÓLNIENIE | WYSZCZEGÓLNIENIE | WYSZCZEGÓLNIENIE | WYSZCZEGÓLNIENIE | J. m.       | POPULACJA MIESZKAŃCÓW (w przedziałach wiekowych w 2002 roku) | POPULACJA MIESZKAŃCÓW (w przedziałach wiekowych w 2002 roku) | POPULACJA MIESZKAŃCÓW (w przedziałach wiekowych w 2002 roku) | POPULACJA MIESZKAŃCÓW (w przedziałach wiekowych w 2002 roku) | POPULACJA MIESZKAŃCÓW (w przedziałach wiekowych w 2002 roku) | POPULACJA MIESZKAŃCÓW (w przedziałach wiekowych w 2002 roku) | POPULACJA MIESZKAŃCÓW (w przedziałach wiekowych w 2002 roku) | POPULACJA MIESZKAŃCÓW (w przedziałach wiekowych w 2002 roku) | POPULACJA MIESZKAŃCÓW (w przedziałach wiekowych w 2002 roku) | POPULACJA MIESZKAŃCÓW (w przedziałach wiekowych w 2002 roku) |
| WYSZCZEGÓLNIENIE | WYSZCZEGÓLNIENIE | WYSZCZEGÓLNIENIE | WYSZCZEGÓLNIENIE | WYSZCZEGÓLNIENIE | J. m.       | OGÓŁEM                                                       | 0-9                                                          | 10-19                                                        | 20-29                                                        | 30-39                                                        | 40-49                                                        | 50-59                                                        | 60-69                                                        | 70-79                                                        | 80+                                                          |
| ---------------- | ---------------- | ---------------- | ---------------- | ---------------- | ----------- | ------------------------------------------------------------ | ------------------------------------------------------------ | ------------------------------------------------------------ | ------------------------------------------------------------ | ------------------------------------------------------------ | ------------------------------------------------------------ | ------------------------------------------------------------ | ------------------------------------------------------------ | ------------------------------------------------------------ | ------------------------------------------------------------ |
| I.               | OGÓŁEM           | OGÓŁEM           | OGÓŁEM           | OGÓŁEM           | os.         | 124                                                          | 13                                                           | 22                                                           | 14                                                           | 11                                                           | 16                                                           | 11                                                           | 13                                                           | 19                                                           | 5                                                            |
| I.               | –                | odsetek          | odsetek          | odsetek          | %           | 100                                                          | 10,5                                                         | 17,8                                                         | 11,3                                                         | 8,8                                                          | 13                                                           | 8,8                                                          | 10,5                                                         | 15,3                                                         | 4                                                            |
| I.               | 1.               | WEDŁUG PŁCI      | WEDŁUG PŁCI      | WEDŁUG PŁCI      | WEDŁUG PŁCI | WEDŁUG PŁCI                                                  | WEDŁUG PŁCI                                                  | WEDŁUG PŁCI                                                  | WEDŁUG PŁCI                                                  | WEDŁUG PŁCI                                                  | WEDŁUG PŁCI                                                  | WEDŁUG PŁCI                                                  | WEDŁUG PŁCI                                                  | WEDŁUG PŁCI                                                  | WEDŁUG PŁCI                                                  |
| I.               | 1.               | A.               | Mężczyzn         | Mężczyzn         | os.         | 69                                                           | 11                                                           | 13                                                           | 10                                                           | 4                                                            | 10                                                           | 6                                                            | 7                                                            | 7                                                            | 1                                                            |
| I.               | 1.               | A.               | –                | odsetek          | %           | 55,6                                                         | 8,9                                                          | 10,5                                                         | 8,1                                                          | 3,2                                                          | 8,1                                                          | 4,8                                                          | 5,6                                                          | 5,6                                                          | 0,8                                                          |
| I.               | 1.               | B.               | Kobiet           | Kobiet           | os.         | 55                                                           | 2                                                            | 9                                                            | 4                                                            | 7                                                            | 6                                                            | 5                                                            | 6                                                            | 12                                                           | 4                                                            |
| I.               | 1.               | B.               | –                | odsetek          | %           | 44,4                                                         | 1,6                                                          | 7,3                                                          | 3,2                                                          | 5,6                                                          | 4,9                                                          | 4                                                            | 4,9                                                          | 9,7                                                          | 3,2                                                          |

Rysunek 1.1 Piramida populacji – struktura płci i wieku wioski
| I. | OGÓŁEM | OGÓŁEM  | OGÓŁEM            | OGÓŁEM            | OGÓŁEM            | os.     | 124     | 69      | 55      |         |         |         |         |         |         |         |         |         |         |         |
| I. | –      | odsetek | odsetek           | odsetek           | odsetek           | %       | 100     | 55,6    | 44,4    |         |         |         |         |         |         |         |         |         |         |         |
| I. | 1.     | W WIEKU | W WIEKU           | W WIEKU           | W WIEKU           | W WIEKU | W WIEKU | W WIEKU | W WIEKU | W WIEKU | W WIEKU | W WIEKU | W WIEKU | W WIEKU | W WIEKU | W WIEKU | W WIEKU | W WIEKU | W WIEKU | W WIEKU |
| I. | 1.     | A.      | Przedprodukcyjnym | Przedprodukcyjnym | Przedprodukcyjnym | os.     | 32      | 23      | 9       |         |         |         |         |         |         |         |         |         |         |         |
| I. | 1.     | A.      | –                 | odsetek           | odsetek           | %       | 25,8    | 18,5    | 7,3     |         |         |         |         |         |         |         |         |         |         |         |
| I. | 1.     | B.      | Produkcyjnym      | Produkcyjnym      | Produkcyjnym      | os.     | 59      | 35      | 24      |         |         |         |         |         |         |         |         |         |         |         |
| I. | 1.     | B.      | –                 | odsetek           | odsetek           | %       | 47,5    | 28,2    | 19,3    |         |         |         |         |         |         |         |         |         |         |         |
| I. | 1.     | B.      | a.                | mobilnym          | mobilnym          | os.     | 37      | 20      | 17      |         |         |         |         |         |         |         |         |         |         |         |
| I. | 1.     | B.      | a.                | –                 | odsetek           | %       | 29,8    | 16,1    | 13,7    |         |         |         |         |         |         |         |         |         |         |         |
| I. | 1.     | B.      | b.                | niemobilnym       | niemobilnym       | os.     | 22      | 15      | 7       |         |         |         |         |         |         |         |         |         |         |         |
| I. | 1.     | B.      | b.                | –                 | odsetek           | %       | 17,7    | 12,1    | 5,6     |         |         |         |         |         |         |         |         |         |         |         |
| I. | 1.     | C.      | Poprodukcyjnym    | Poprodukcyjnym    | Poprodukcyjnym    | os.     | 33      | 11      | 22      |         |         |         |         |         |         |         |         |         |         |         |
| I. | 1.     | C.      | –                 | odsetek           | odsetek           | %       | 26,7    | 8,9     | 17,8    |         |         |         |         |         |         |         |         |         |         |         |

## Dawne części wsi – obiekty fizjograficzne
W latach 70. XX wieku przyporządkowano i opracowano spis lokalnych części integralnych dla Brzozowej zawarty w tabeli 1.

| Nazwa wsi – miasta  | Nazwy części wsi – miasta                    | Nazwy obiektów fizjograficznych – charakter obiektu |
| ------------------- | -------------------------------------------- | --- |
| I. Gromada POŁANIEC |                                              | |
| 1. Brzozowa         | 1. Duża Brzozowa 2. Mała Brzozowa 3. Ściegna | 1. Borki – pastwisko, pole 2. Duże Lipie – pastwisko, pole 3. Górka – pole 4. Kozuba – pole 5. Łazy – pole 6. Łóżko – pole 7. Pasterniki – łąka 8. Pod Niwą – pole 9. Pod Strugą – łąka 10. Poręby – pole 11. Struga – kanał 12. Ściegna – łąka 13. Za Gościńcem – pole 14. Za Niwą – pastwisko |

## Literatura
1. Kaczmarek Leon (red. nauk. zeszytu), Taszycki Witold (red. nauk. wyd.): Urzędowe Nazwy miejscowości i obiektów fizjograficznych. 33. Powiat staszowski województwo kieleckie. Komisja ustalania nazw miejscowości i obiektów fizjograficznych (do użytku służbowego). Z: 33. Warszawa: Urząd Rady Ministrów. Biuro do Spraw Prezydiów Rad Narodowych, 1970. Brak numerów stron w książce